# Ulrich I. (Leuchtenberg)
Ulrich I. von Leuchtenberg (* 1293; † 23. November 1334 in Walderbach) war Landgraf von Leuchtenberg.
Er war der Sohn und Erbe des Landgrafen Gebhard VI. von Leuchtenberg  (* 1230; † 19. Mai 1293 in Nürnberg) und dessen Gattin Jutta von Schlüsselberg (* 1260; † 1309). Beatrix von Leuchtenberg († 25. April 1334) war seine Schwester. 
Ulrich I. von Leuchtenberg konnte im Jahre 1332 die Stadt Pfreimd erwerben. Pfreimd wurde später zur Residenzstadt der Landgrafen von Leuchtenberg. 1313 nahm er an der Schlacht von Gammelsdorf an der Seite von Ludwig dem Bayern teil. 1334 starb er im Zisterzienserkloster in Walderbach.

## Ehe und Nachkommen
Ulrich I. von Leuchtenberg war zweimal verheiratet. Die erste Ehe führte er mit Elisabeth, die zweite mit Anna von Nürnberg († 1340), die er am 23. April 1328 heiratete.
Kinder aus erster Ehe mit einer Elisabeth:
- Kunigunde von Leuchtenberg (* um 1303; † 1382), ⚭ Graf Otto VII. von Weimar-Orlamünde (* 1297; † 1340)

Kinder aus zweiter (23. April 1328) Ehe mit Anna von Nürnberg († 1340):
- Margarethe von Leuchtenberg († 1380)
- Elisabeth von Leuchtenberg († 25. Juli 1361), ⚭ Johann I. von Henneberg-Schleusingen (* 1289; † 1359)
- Anna von Leuchtenberg († 11. Juni 1390), ⚭ Kraft III. von Hohenlohe-Weikersheim († 1371), Sohn des Kraft II. von Hohenlohe-Weikersheim
- Ulrich II. von Leuchtenberg (* 1328; † 1378), ⚭ Margareta von Falkenberg (* 1331; † 1399)
- Johann I. von Leuchtenberg (* 1330; † 2. Dezember 1407), ⚭ Marcela z Rožmberka (* 1332; † 1380)